# Sân bay Nadym
Sân bay Nadym (tiếng Nga: Аэропорт Надым) (IATA: NYM, ICAO: USMM) là một sân bay ở Vùng tự trị Yamalo-Nenets, Nga, 9 km về phía đông nam Nadym. Sân bay này phục vụ các máy bay lớn như Ilyushin Il-62 và Ilyushin Il-86.

## Các hãng hàng không và các điểm đến
- Gazpromavia (Yamburg)
- Rossiya (Moskva-Vnukovo)
- S7 Airlines (Moskva-Domodedovo)
- Yamal Airlines (Moskva-Domodedovo, Tyumen)